# الأحاديث المختارة للمقدسي
كتاب الأحاديث المختارة أحد كتب الحديث عند أهل السنة والجماعة تميّز باحتوائه أحاديث صحيحة لم ترِد في الكتب الستة وهو من تأليف ضياء الدين المقدسي.

## أهمية الكتاب
1. كونه مُسندًا إلى النبيّ ﷺ في عصر عزَّ فيه الإسناد.
2. كونه مبنيًّا على اختيار الصحيح، في زمن توقف فيه العلماء عن التصحيح. بل منعه بعض المعاصرين للضياء، وهو ابن الصلاح.[1]
3. أنه اعتمد على كثير من المصادر النادرة.
4. احتواؤه على الكثير من الأحاديث الصحيحة الزائدة على ما في الكتب الستة (كل حديث لم ينُصَّ الضياء على أنه في الكتب الستة أو أحدها فهو زائد عليها).
5. احتواؤه على الكثير من الفوائد العلمية الأخرى.